# جورج بي. نيلسون
جورج بي. نيلسون (بالإنجليزية: George B. Nelson)‏ هو محامي وقاضي أمريكي، ولد في 21 مايو 1876، وتوفي في 1943.